# 岳陽県
岳陽県（がくよう-けん）は中華人民共和国湖南省岳陽市に位置する県。

## 地理
岳陽は湖南省北東部に位置し、東は湖北省通城県、東南は平江県、南は汨羅市、南西は沅江市及び南県、西は華容県及び君山区、北は臨湘市・雲渓区・岳陽楼区・君山区と接する。

## 歴史
前221年、秦朝により長沙郡羅県が設置されるとその管轄とされる。漢代には下雋県に移管された。280年（太康元年）、西晋により下雋県西部に巴陵県が設置され清末まで沿襲された。
中華民国が成立すると1913年（民国2年）、岳陽県と改称され現在に至る。

## 行政区画
- 街道：栄家湾街道、麻塘街道
- 鎮：黄沙街鎮、新墻鎮、柏祥鎮、筻口鎮、公田鎮、毛田鎮、月田鎮、張谷英鎮、新開鎮、歩仙鎮、楊林街鎮
- 郷：中洲郷、長湖郷
- 東洞庭湖管委会